# Stanislav Kitto
Stanislav Kitto (Narva, 30 de novembro de 1972) é um ex-futebolista estoniano que atuava como volante. É o jogador que mais disputou partidas pela Meistriliiga, com 515 jogos. Nos tempos da União Soviética, o seu nome era russificado para Stanislav Eduardovich Kitto.
Destacou-se no Narva Trans, onde teve 2 passagens (1992 a 1998 e 2002 a 2014) e pelo qual entrou em campo 454 vezes e fez 56 gols. Jogou também por Narva Baltika (seu primeiro clube como profissional), TVMK, Tartu JK Merkuur e Jõhvi FC Lokomotiv. Fora da Estônia, defendeu Zorya Luhansk (Ucrânia, por empréstimo), FK Rīga e Daugava (ambos da vizinha Letônia), este último também por empréstimo.
Embora fosse o segundo colocado em número de jogos pela primeira divisão de seu país (515 partidas), perdendo apenas para Andrei Kalimullin (517 jogos), Kitto, que encerrou a carreira em 2016 no JK Järve (clube da segunda divisão), nunca foi convocado para defender a Seleção Estoniana.